# See von Homs
Der See von Homs ist ein römischer Stausee nahe der syrischen Stadt Homs, der bis heute in Nutzung ist.
Die zwei Kilometer lange und sieben Meter hohe Gewichtsstaumauer besteht aus einem römischen Betonkern mit einer Basaltsteinverkleidung. Die leicht zugespitzte Krümmung der Staumauer wird mit dem Bestreben der Erbauer erklärt, den Verlauf einer natürlichen Erhebung aus Basalt im Gelände auszunutzen; die Ähnlichkeit zu einer Bogenstaumauer ist also rein oberflächlicher Natur, funktional arbeitet der Staudamm nach dem Gewichtsprinzip.
Entgegen einer älteren Annahme, die das Bauwerk in Zusammenhang mit dem ägyptischen Neuen Reich bringt, wurde der See erst 284 n. Chr. vom römischen Kaiser Diokletian (284–305) zu Bewässerungszwecken angelegt. Mit einer Speicherkapazität von 90 Mio. m³ gilt er als der größte von den Römern gebaute Stausee im Nahen Osten und könnte zum Zeitpunkt seiner Fertigstellung sogar der größte überhaupt errichtete Stausee gewesen sein.
Seit einer Dammerhöhung 1938 ist die Speicherkapazität des künstlichen Sees auf 200 Mio. m³ angestiegen. Trotz seiner langen Betriebszeit ist das Staubecken nur auffallend gering verlandet.